# Meiya Tirera
Meiya Tirera (arabisch ميا تيريرا; * 15. April 1986 in Bamako) ist eine malische Basketballspielerin.

## Leben
Bei den Olympischen Sommerspielen 2008 in Peking war Tirera Teil der malischen Nationalmannschaft, wo sie 16 Punkte erzielte und 19 Rebounds machte.
Als Teil der malischen Nationalmannschaft nahm sie an der Basketball-Weltmeisterschaft der Damen 2010 in Tschechien und den Basketball-Afrikameisterschaften der Damen 2005, 2009, 2013, 2015 und 2017 teil.
Sie spielte auch für ASA Basket, AE Sedis Bàsquet, Valencia Basket und Club Deportivo Ibaeta (Ibaeta Kirol Elkartea) in der spanischen Liga Femenina de Baloncesto.